# Slaves in Bondage
Pour plus de détails, voir Fiche technique et Distribution.
Slaves in Bondage (ou Crusade Against Rackets) est un film américain, sorti en 1937.

## Synopsis
Mary Lou parvient à échapper à un enlèvement par un réseau de prostitution. Elle raconte au détective qu'ils avaient l'intention de l'emmener à la maison de la route Berrywood, un lieu de perdition bien connu.
Jim Murray et l'esthéticienne Belle Harris utilisent son salon de beauté pour recruter des filles pour leur circuit de maisons closes.
Jim Murray fait éliminer Good-Looking Freddie, qui a été reconnu par Mary Lou comme son agresseur, et qui menaçait de parler.
Dona Lee, qui travaille au salon de beauté de Belle Harris, est amoureuse de l'aspirant reporter Phillip. Murray devient jaloux et le piège, avant de faire chanter Dona Lee.

## Fiche technique
- Titre : Slaves in Bondage
- Titre alternatif : Crusade Against Rackets
- Réalisation : Elmer Clifton
- Scénario : Robert Dillon
- Photographie : Edward Linden
- Son : Corson Jowett
- Montage : Earl Turner
- Production : J.D. Kendis
- Pays d'origine : États-Unis
- Format : Noir et blanc - 35 mm - 1,37:1 - Mono
- Genre : drame, gangsterset romance
- Durée : 70 minutes
- Date de sortie : 25 juillet 1937

## Distribution
- Lona Andre : Dona Lee, esthététicienne
- Donald Reed : Phillip Miller, aspirant journaliste
- Wheeler Oakman : Jim Murray
- Florence Dudley : Belle Harris, patronne du salon de beauté
- John Merton : Nick Costello
- Richard Cramer (en) : Dutch Hendricks
- William Royle : Newspaper City Editor
- Edward Peil Sr. : Detective Captain
- Louise Small : Mary Lou Smith
- Matty Roubert : Good-Looking Freddie
- Ed Carey : Detective (non crédité)
- Martha Chapin : Lillian the Blonde Venus (non crédité)
- Jack Cheatham : manageur du Bubble Club (non crédité)
- Donald Kerr : ivrogne au Bubble Club #1 (non crédité)
- Suzanna Kim : strip-teaseuse à l'éventail (non crédité)
- Eddie Laughton : Sam Ward (non crédité)
- Sam Lufkin : serveur au Bubble Club (non crédité)
- Stanley Mack : Detective (non crédité)
- Murdock MacQuarrie : joueur (non crédité)
- Carl Mathews : serveur au Bubble Club (non crédité)
- Fred Parker : joueur (non crédité)
- Bob Reeves : Policeman (non crédité)
- Henry Roquemore : ivrogne au Bubble Club #2 (non crédité)
- Lottie Smith : Rosie the Beautiful Brunette (non crédité)
- Arthur Thalasso : Police Dispatcher (non crédité)

## Autour du film
Il s'agit d'un film d'exploitation à petit budget, produit indépendamment, et présenté comme un récit édifiant sur les maux de la traite des Blanches et les circuits de prostitution opérant dans les grandes villes d'Amérique.
Le film est typique des films d'exploitation de son temps, qui sous couvert d'avertir le public sur les dépravations qui gangrènent la société, faisaient du profit et se vautraient dans les sujets tabous tels que la toxicomanie, la promiscuité sexuelle, les maladies vénériennes, la polygamie, les mariages d'enfants, etc. Certains ont même inclus de brèves scènes de nudité tels que Sex Madness (en) (1937), Marihuana (1936), et Assassin of Youth (en) (1937) — également dirigés par Elmer Clifton.
Le film est entrecoupé de numéros de cabarets suggestifs (acrobates, strip-tease, tango, etc.)